# Rechendreieck

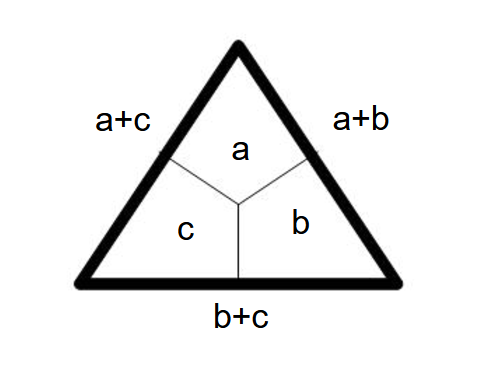
Ein Rechendreieck ohne konkrete Zahlen, aber mit Buchstaben als Variablen

Rechendreiecke sind Arithmogone, welche vor allem in der Grundschule eine Einführung in die linearen Gleichungssysteme mit drei Unbekannten sind. Basierend auf einer Idee von McIntosh und Quadling aus dem Jahr 1975 hatte Wittmann in den 1990er Jahren die Rechendreiecke eingeführt, wie sie heute üblich sind.
Das Rechendreieck hat drei Innenzahlen, als Variablen a, b und c. Jeweils zwei benachbarte Innenzahlen werden addiert und an die gemeinsame Seite des Rechendreiecks geschrieben, was die Aussenzahlen ergibt. Durch diese Rechendreiecke werden nicht wie üblich eine Mathematische Notation für Gleichungen gebraucht, stattdessen werden die Beziehungen der Variablen durch die Dreieckskonstellation und die beschriebene additive Regel abgebildet.
In der französischsprachigen Literatur findet sich für Rechendreiecke auch der Begriff L’arithmogone.

## Rechendreieck nur mit Innenzahlen
Bei einem Rechendreieck mit drei Innenzahlen kann man dies folgendermaßen lösen:

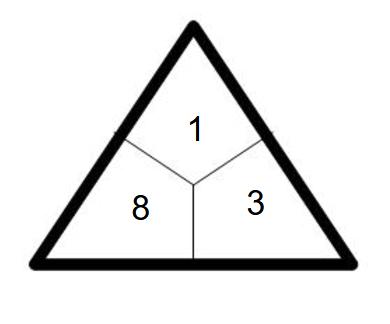
Ein Rechendreieck mit den Innenzahlen 1, 8 und 3

Man rechne addiere die beiden benachbarten Zahlen:
{\displaystyle 1+8=9}
{\displaystyle 1+3=4}
{\displaystyle 8+3=11}

Dies trägt man an die Seitenränder ein und erhält:

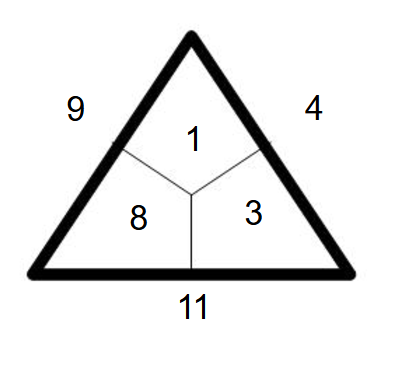
Ein Rechendreieck mit den Innenzahlen 1, 8, 3 und den Aussenzahlen 4, 11, 9

## Rechendreieck gemischt
Bei Rechendreiecken bei denen eine oder zwei Innenzahlen fehlen, jedoch eine oder zwei Aussenzahlen vorhanden ist, muss man die fehlenden Innenzahlen durch Subtraktion der vorhandenen Innenzahlen mit den vorhandenen Aussenzahlen erhalten:

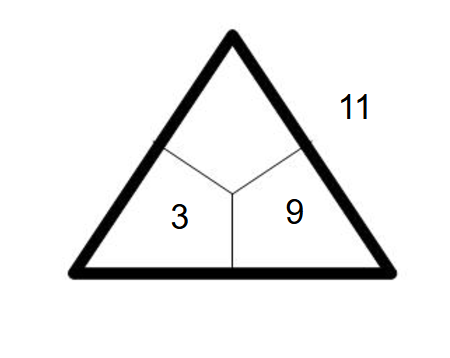
Ein Rechendreieck mit den Innenzahlen 9, 3 und der Aussenzahl 11

{\displaystyle 11-9=2} und man trägt die entsprechende Innenzahl ein:

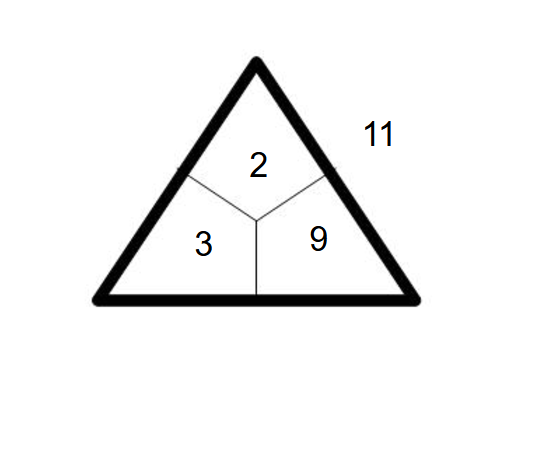
Ein Rechendreieck mit den Innenzahlen 2, 9, 3 und der Aussenzahl 11

## Rechendreieck ohne Innenzahlen berechnen
Es gibt Aufgaben, bei denen Rechendreiecke nur mit Aussenzahlen berechnet werden müssen. Es ist möglich durch Knobeln diese Aufgaben zu lösen, es gibt jedoch einen eleganteren Weg. Dazu addiert man alle Aussenzahlen zusammen. Das Ergebnis dieser Rechnung teilt man durch zwei. Jetzt zieht man ein beliebige Aussenzahl von diesem Ergebnis ab und erhält die gegenüberliegende Innenzahl.

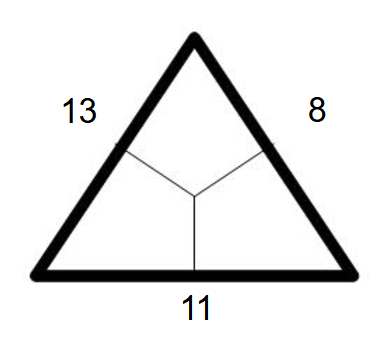
Ein Rechendreieck mit den Aussenzahlen 8, 11 und 13

Beim Beispiel beim Dreieck oben mit den Aussenzahlen 8, 11 und 13 zählt man alle diese Zahlen zusammen: {\displaystyle 8+11+13=32}.
 Dieses Ergebnis dividiert man durch zwei: {\displaystyle 32\div 2=16}
Jetzt nimmt man eine der Aussenzahlen und subtrahiert diese vom vorherigen Ergebnis, erhält man die gegenüberliegende Zahl der Aussenzahl: {\displaystyle 16-11=5}

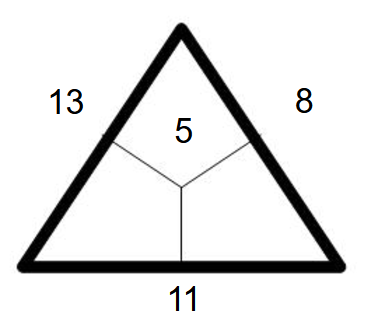
Ein Rechendreieck mit den Aussenzahlen 8, 11, 13 und der Innenzahl 5

Jetzt kann man mit den bekannten Methoden die restlichen Zahlen berechnen.